# Midvale (Idaho)
Midvale és una població dels Estats Units a l'estat d'Idaho. Segons el cens del 2000 tenia 176 habitants.

## Demografia
Segons el cens del 2000, Midvale tenia 176 habitants, 75 habitatges, i 54 famílies. La densitat de població era de 199,9 habitants/km².
Dels 75 habitatges en un 21,3% hi vivien nens de menys de 18 anys, en un 60% hi vivien parelles casades, en un 10,7% dones solteres, i en un 26,7% no eren unitats familiars. En el 24% dels habitatges hi vivien persones soles el 18,7% de les quals corresponia a persones de 65 anys o més que vivien soles. El nombre mitjà de persones vivint en cada habitatge era de 2,35 i el nombre mitjà de persones que vivien en cada família era de 2,75.
Per edats la població es repartia de la següent manera: un 22,2% tenia menys de 18 anys, un 5,7% entre 18 i 24, un 15,3% entre 25 i 44, un 26,1% de 45 a 60 i un 30,7% 65 anys o més.
L'edat mediana era de 52 anys. Per cada 100 dones de 18 o més anys hi havia 90,3 homes.
La renda mediana per habitatge era de 24.444 $ i la renda mediana per família de 26.250 $. Els homes tenien una renda mediana de 27.500 $ mentre que les dones 21.250 $. La renda per capita de la població era de 10.530 $. Aproximadament el 23,4% de les famílies i el 28,9% de la població estaven per davall del llindar de pobresa.

## Poblacions més properes
El següent diagrama mostra les poblacions més properes.